# Globen-galan
Globen-galan (tidigare XL-galan) är en friidrottsgala som arrangerades varje år i Globen, med deltagande ur världseliten. Tävlingen hette ännu tidigare GE-galan. Tävlingen arrangeras av Spårvägens FK och Hässelby SK och brukar hållas i februari.